# Bembidion planatum
Bembidion planatum es una especie de escarabajo del género Bembidion, familia Carabidae. Fue descrita científicamente por LeConte en 1847.
Se distribuye por América del Norte, en Canadá y los Estados Unidos. Esta especie puede llegar a medir más de 8 milímetros.

## Sinonimia
- Bembidion adjutor Casey, 1918
- Bembidion aequale (Walker, 1866)
- Bembidion solutum Casey, 1918
- Ochthedromus planatus LeConte, 1847
- Peryphus aequalis F. Walker, 1866